# Јеврејска борбена организација
Јеврејска борбена организација (енгл. Jewish Combat Organization, пољ. Żydowska Organizacja Bojowa) била је јеврејска организација образована у окупираној Пољској у јесен 1942. Ова организација је припремила и предводила устанак у Варшавском гету у пролеће 1943. 

## Варшавски гето
После заузимања Варшаве 1939. Немци су  депортовали десетине хиљада Јевреја у варшавски гето, одакле су упућивани на масовно уништавање у логоре смрти. Од почетка 1943. Немци су почели дефинитивну ликвидацију гета, у којем је тада било око 500.000 Јевреја; до средине априла у варшавском гету их је остало још само око 70.000.
Пред очигледним потпуним уништењем, Јеврејска борбена организација (пољ. Żydowska Organizacja Bojowa), образована новембра 1942, почела је припреме за оружани устанак. Штаб устанка (командант Мордехај Анјелевич) формирао је борбене групе од по 3 и 5 бораца, организовао израду граната, флаша за запаљивом смешом и др, грађење бункера и отпорних тачака, копање ровова и подземних ходника. 
У наоружању и обуци помоћ Јеврејској борбеној организацији пружили су ЦК Пољске радничке партије (пољ. Polska Partia Robotnicza), од ње организована Народна гарда (пољ. Gwardia Ludowa) и демократски елементи десничарске Отаџбинске армије (пољ. Armia Krajowa). Већ 18. јануара 1943. борбене групе судариле су се са есесовским јединицама које су продрле у гето. Изненађени одлучним отпором, есесовци су били приморани да се повуку.

### Устанак
Херојска епопеја и трагедија Јевреја Варшавског гета почела је 19. априла 1943.Јединице Вермахта, међу којима и јединице СС и полиције, упале су у већ опкољени гето да би одвели у логоре смрти наредну групу Јевреја. Овог пута, међутим, сав гето је устао. Немци су били приморани да одступе. Сутрадан борба је настављена још већом жестином. До 23. априла вођене су уличне борбе. Тада су се устаници, под све снажнијим притиском Немаца, повукли у бункере из којих су ноћу вршили испаде. Немци су против устаника употребили тенкове, артиљерију, авионе и бацаче пламена. Иако слабо наоружани и обучени, без довољно муниције, устаници су се до краја храбро борили.
Али, упркос упорном и истрајном одолевању, отпор устаника скршен је до средине јуна 1943. У неравноправној борби је до 16. јуна погинуло око 13.000 Јевреја, а око 58.000 (старци, жене, деца) је заробљено и убијено. Само је 80 успело да се пробије из гета.